# Ваздухопловна база Рандолф
Ваздухопловна база Рандолф (енгл. Randolph Air Force Base) насељено је место без административног статуса у америчкој савезној држави Тексас.

## Демографија
По попису из 2010. године број становника је 1.241.
| Група             | 2000.    | 2010.       |
| Белци             | 0 (0,0%) | 827 (66,6%) |
| Афроамериканци    | 0 (0,0%) | 123 (9,9%)  |
| Азијати           | 0 (0,0%) | 51 (4,1%)   |
| Хиспаноамериканци | 0 (0,0%) | 188 (15,1%) |
| Укупно            | 0        | 1.241       |